# Rob Harrison
Robert Harrison, detto Rob (5 giugno 1959), è un ex mezzofondista britannico.

## Palmarès

### Europei indoor
- 1 medaglia:
  - 1 oro (Il Pireo 1985 negli 800 m piani)

### Universiadi
- 1 medaglia:
  - 1 argento (Zagabria 1987 nei 1500 m piani)

## Altre competizioni internazionali
1984
- Bronzo ai Bislett Games ( Oslo), 800 m piani - 1'45"39
- 7º al Golden Gala ( Roma), 800 m piani - 1'47"65

1986
- 8º al Golden Gala ( Roma), miglio - 4'07"0